# Wolfgang Güttler
Wolfgang Güttler (* 10. Januar 1945 in Brașov (Kronstadt); † 18. September 2022 in Cluj-Napoca (Klausenburg), Rumänien) war ein deutscher Kontrabassist rumäniendeutscher Herkunft.

## Leben und Wirken
Güttler studierte Kontrabass an der Musikhochschule Bukarest bei Joseph Prunner. Ab 1967 war er Mitglied des Philharmonischen Orchesters in Cluj, zwischen 1969 und 1974 Mitglied des Radioorchesters Bukarest. Zusätzlich spielte er 1969 in der Jazzformation von Richard Oschanitzky. 1973 wurde er als Preisträger des Concours de Genève ausgezeichnet und spielte von 1975 bis 1985 bei den Berliner Philharmonikern. Von 1985  bis 1991 lehrte er als Professor an der Hochschule für Musik und Tanz Köln, anschließend an der Hochschule für Musik Karlsruhe. Weiterhin war er ab 1987 Solobassist SWR Sinfonieorchester Baden-Baden und Freiburg. Als Instrumentallehrer gab er weltweit Meisterkurse, unter anderem an der Juilliard School of Music und der Manhattan School of Music.
Mit dem Bratscher Eckart Schloifer und dem Cellisten Othello Liesmann gründete er 1982 in Köln das Trio Basso, für dessen ungewöhnliche Besetzung Komponisten wie Mauricio Kagel, Nicolaus A. Huber, Younghi Pagh-Paan, Andreas Raseghi oder Wolfgang Rihm schrieben. Auch der Grenzbereich zwischen Neuer Musik und Free Jazz sowie Werke instrumentalen Musiktheaters gehörten zum Spektrum des Trio Basso. Das Ensemble arbeitete auch mit dem Raschèr Saxophone Quartet zusammen und konzertierte auf den Donaueschinger Musiktagen. Seit 1992 wirkte Güttler im Ensemble der Pablo-Casals-Festspiele Prades, ab 1997 gehörte er zur Gruppe that. Mit elf weiteren Bassisten spielte er im Ensemble The Geatles. Als freier Improvisator spielte er 2007 auf dem Total Music Meeting mit Thomas Lehn und den Bassisten Werner Dafeldecker und Matthias Bauer.
Sein Repertoire erstreckte sich von der Alten Musik über den Jazz bis zur Zeitgenössischen Musik. Unter anderem haben ihm Jean Françaix und Hans-Joachim Hespos Kompositionen gewidmet. Für seine solistischen und kammermusikalischen Einspielungen wurde er mehrfach ausgezeichnet.

## Diskographische Hinweise
- Giovanni  Bottesini: 3 Duets for Double Bass (mit Ovidiu Bădilă)
- Gerhard Stäbler: Seven Three / Hart auf Hart / Vom Grund bis zum Scheitel /Dal fondo alla cima / Radierung / estratto (1992)
- George Onslow: Nonet, Op. 77
- Paul Hindemith: Complete Sonatas, Vol. 7 (1997)

### Jazz
- Wolfgang Güttler/Mike Dietz/Henrik Walsdorff Hart und ungerecht (L+R 1992)
- Orchestra Richard Oschanitzky: Jazz Restitutio 2 – Richard Oschanitzky (Electrecord, 1992)